# Михайлівський заказник (Радивилівський район)
Миха́йлівський зака́зник — ботанічний заказник місцевого значення в Україні. Розташований у  Дубенському районі Рівненської області, на території колишньої Михайлівської сільської ради, поблизу села Михайлівка. 
Площа 199,8 га. Перебуває у віданні Радивилівського лісництва ДП «Дубенський лісгосп» (кв. 104, 105, кв. 106 [за винятком вид. 27]). Заснований рішенням облвиконкому № 345 від 16.12.1986 року. 
Основу заказника становить одноярусний сосновий ліс штучного походження з домішкою клена та берези. Підлісок утворює ліщина звичайна, рідше трапляються бруслина бородавчаста, бузина чорна, горобина. 
Травяний покрив доволі різноманітний, розріджений. Тут трапляються: конвалія звичайна, щитник чоловічий та щитник шартрський, фіалка Рейхенбаха, ожина волосиста, круціата гола, гравілат міський, костяниця, веснівка дволиста тощо. 
На території заказника відмічені види із Червоної книги України: третинний релікт — зозулині черевички справжні та диз'юнктивноареальний вид — лілія лісова, а також регіонально рідкісні види — горицвіт весняний, водозбір звичайний, кадило сарматське. 
Із тварин — сарна європейська, заєць сірий, сова сіра, жовна чорна, крутиголовка, дрізд чорний, золотомушка жовточуба, веретільниця ламка та інші.